# 罗伯特·怀特 (植物学家)
罗伯特·怀特（英語：Robert Wight，1796年7月6日—1872年5月26日）为苏格兰外科醫師及植物学家。他在印度生活了30年。

## 所命名的分類
（列表可能不完整）
- 9个羅伯特·懷特命名的生物分类